# Hacienda Vieja de Orotina
Hacienda Vieja es un distrito del cantón de Orotina, en la provincia de Alajuela, de Costa Rica.

## Geografía
Hacienda Vieja cuenta con un área de 16,91 km² y una altitud media de 270 m s. n. m.

## Demografía
Para el año 2022, Hacienda Vieja cuenta con una población estimada de 1169 habitantes, y para el último censo efectuado, en 2011, Hacienda Vieja contaba con una población de 1022 habitantes.

## Localidades
- Barrios: Marichal
- Poblados: Concepción, Dantas.

## Transporte

### Carreteras
Al distrito lo atraviesan las siguientes rutas nacionales de carretera:
- Ruta nacional 27